# أنابل شو
أنابل شو (بالإنجليزية: Anabel Shaw)‏ هي ممثلة أمريكية، ولدت في 7 يونيو 1921 في أوكلاند في الولايات المتحدة، وتوفيت في 16 أبريل 2010 في سانتا باربارا في الولايات المتحدة.

## وصلات خارجية
- أنابل شو على موقع IMDb (الإنجليزية)
- أنابل شو على موقع إن إن دي بي (الإنجليزية)
- أنابل شو على موقع قاعدة بيانات الفيلم (الإنجليزية)